# San Martino di Castrozza
San Martino di Castrozza (Sankt Martin am Sismunthbach in tedesco) è un centro abitato del comune di Primiero San Martino di Castrozza in provincia autonoma di Trento, di cui costituisce una delle cinque circoscrizioni. Si trova nell'alta valle del Primiero, nel Trentino orientale a 1.487 m s.l.m..
Il comune di Primiero San Martino di Castrozza è stato costituito a partire dal 1º gennaio 2016, in seguito alla fusione dei comuni di Fiera di Primiero, Siror, Tonadico e Transacqua. In precedenza, il centro abitato di San Martino di Castrozza era amministrativamente suddivisa fra i comuni di Siror (la porzione occidentale, 402 abitanti nel 2011) e Tonadico (porzione orientale, 133 abitanti nel 2011).
È una località turistica, rinomata soprattutto perché si trova ai piedi delle Pale di San Martino, ma anche per le numerose piste da sci e per l'alpinismo estivo, inoltre qui vi si corre il Rally di San Martino di Castrozza.

## Geografia fisica

### Territorio

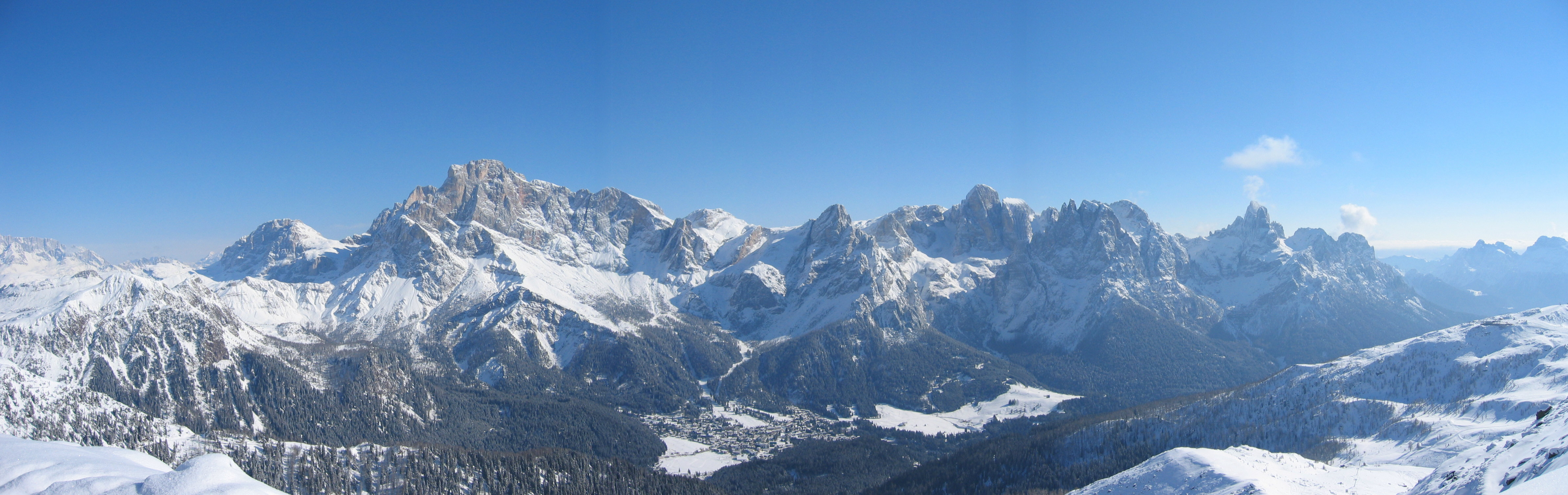
San Martino di Castrozza attorniato dalle Pale

San Martino è adagiato in una verde conca prativa, circondato dal Parco Naturale Paneveggio-Pale di San Martino. Dal paese sono visibili numerose vette dolomitiche: il grande gruppo delle Pale di San Martino con il Cimon della Pala, la Vezzana (visibile dalla zona del Passo Rolle o dall'altipiano delle Pale), il Rosetta, il Sass Maor, le cime Val di Roda, la Cima della Madonna, e dall'altra parte il rilievo più dolce della Cavallazza e le cime in porfido del Colbricon e del Colbricon piccolo.
Dal paese è anche visibile il gruppo delle vette Feltrine, con la caratteristica cima a sagoma piramidale del monte Pavione.

## Storia

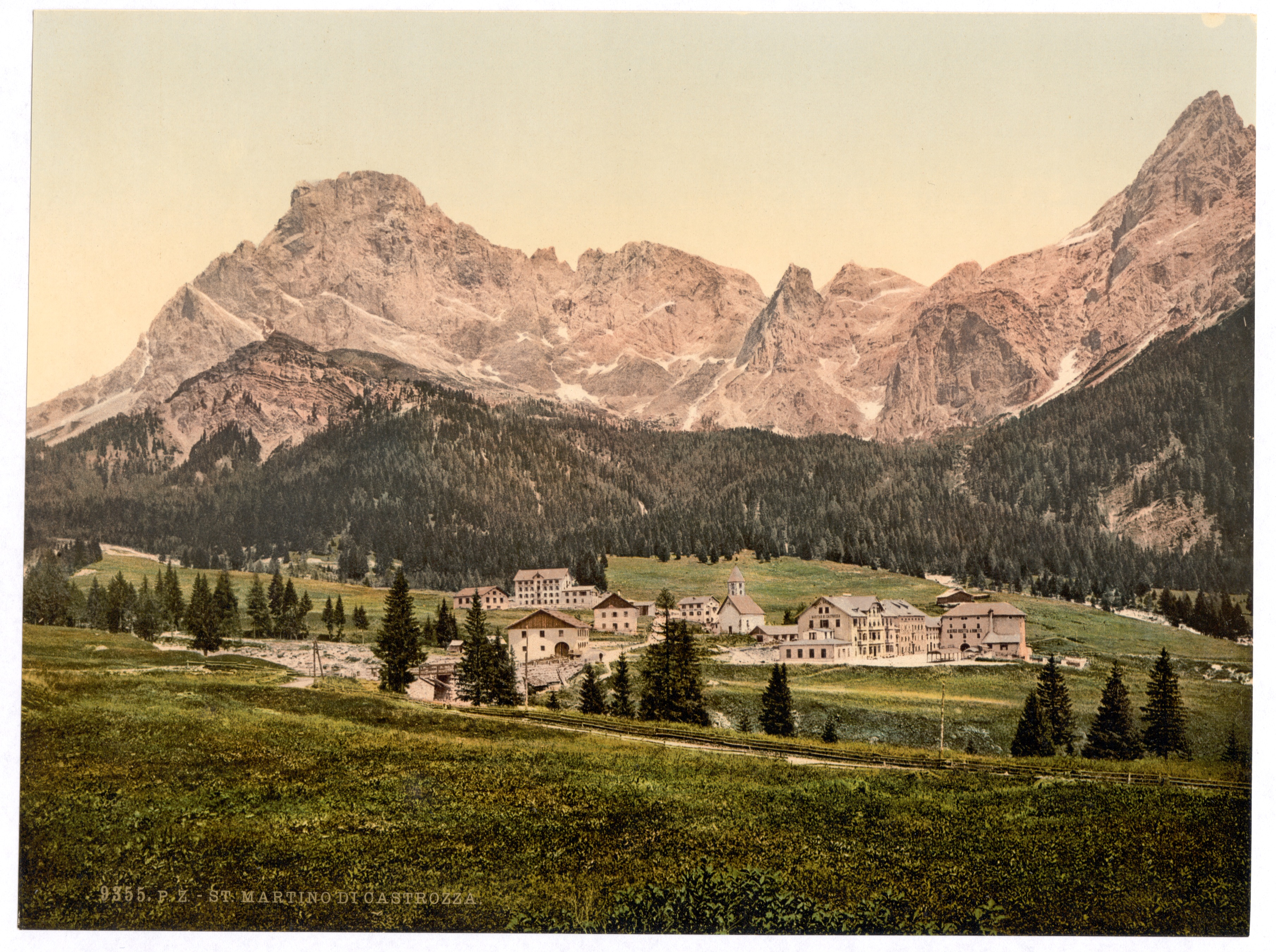
San Martino di Castrozza tra il 1890 e il 1900

San Martino deve la sua origine ad un'istituzione religiosa molto antica, l'ospizio dei Santi Martino e Giuliano, che accoglieva i viandanti che valicavano il Passo Rolle, diretti dal Primiero alla Val di Fiemme e viceversa. Dell'antico ospizio ora rimane solo la chiesa di San Martino, con campanile romanico. 
Poco tuttavia si può affermare con certezza storica sull'origine dell'Ospizio e Monastero dei Santi Martino e Giuliano di Castrozza, noto in passato come "Castrugium" o "Castrugia". La tradizione lo associa al 1000, durante il tempo di San Romualdo, affermando che i suoi religiosi seguivano la Regola di San Benedetto, dei Camaldolesi e dei Cluniacensi.
Sebbene manchino prove documentali di queste origini, è plausibile che sia stato fondato nel XII secolo, durante le Crociate, quando la società cristiana sentì l'esigenza di pellegrinare in Terra Santa. Questi pellegrinaggi hanno ispirato la costruzione di ospizi alpini affidati a corporazioni religiose per assistere i viandanti tra occidente e oriente attraverso le Alpi; si presume che l'ospizio di Castrozza abbia avuto origine da questo contesto, con i Vescovi di Feltre, sotto la cui giurisdizione la Valle di Primiero è stata fino al 1786, come possibili fondatori.
Una pittura murale nella chiesa dell'ospizio raffigurava un monaco barbuto in abito bianco, simile all'abbigliamento dei monaci benedettini dopo la riforma. Questo potrebbe indicare che i monaci di Castrozza siano venuti dopo questa epoca. Rachini, uno storiografo, cita una sentenza del Vescovo Jacopo Casalio di Feltre, suggerendo che questi monaci esistessero già nel pontificato di Benedetto X, eletto nel 1058.
Manca tuttavia una fonte documentale che spieghi lo scopo originale dell'ospizio di Castrozza. Si può supporre che fosse destinato ad alloggiare e alimentare i viandanti nelle Valli di Fiemme e di Primiero, svolgendo così la funzione di istituzione religiosa per l'assistenza ai poveri e ai pellegrini. Simili ricoveri alpini sono documentati in varie regioni, tra cui Albiano, Arco, Borgo, Campiglio, Levico, Nago, Nomi, Pontalpino, Romano, S. Tomaso presso Rovereto, San Pellegrino, Senale, Telve, Tonale, Volano. Dalle dimensioni dell'edificio dell'ospizio, si può dedurre che il numero di monaci fosse limitato, forse non più di otto, in base al numero di sedili presenti nella chiesa. Questi monaci erano guidati da un capo chiamato Priore, assistito da un ministro denominato anche sindaco, massaro o provveditore. Oltre ai monaci, c'era personale rustico per il servizio dell'ospizio e la gestione della pastorizia collegata al convento.

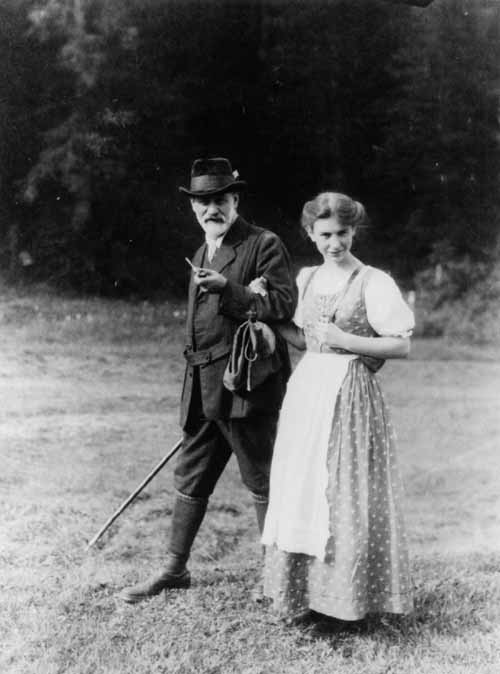
Sigmund Freud e la figlia Anna durante una passeggiata a San Martino nel 1913.

Documenti dell'ospizio indicano che i monaci erano coinvolti in affari "pro omnibus Fratibus et Sororibus ipsius locis," suggerendo due possibilità: l'ospizio potrebbe essere stato fondato da una congregazione laica prima di passare ai Benedettini, oppure la reputazione dei Benedettini avrebbe spinto persone devote ad essere annoverate tra i benefattori di quel pio ospizio. Si sostiene che l'ospizio fosse dotato di beni appartenenti all'Imperatore Enrico I, a Enrico re di Boemia e ad altri principi. I monaci di Castrozza spariscono di là verso l’anno 1418 e la storia tace sulle cause della loro partenza, avvenuta sotto il Pontificato di Martino V. Il monastero venne sostituito da un beneficio semplice senza obbligo di cura d’anime, ma con gli obblighi precedenti di ospitalità ai viandanti.
Al nuovo beneficiato che mantenne il titolo di Priore, anche se non aveva più dipendenti, non venne imposto alcun obbligo di dimora in San Martino di Castrozza, potendo farsi sostituire negli obblighi ecclesiastici da un sacerdote mentre per il possesso del priorato furono mantenuti gli ordini minori. Gli albori dello sviluppo turistico di S. Martino di Castrozza si ebbero alla fine del 1800 quando avvennero le prime scalate esplorative del gruppo delle Pale da parte di alpinisti inglesi e tedeschi, tant'è che nel 1872 fu iniziata la costruzione dell’Albergo Alpino sull’area adiacente all’antico monastero – ospizio, specificamente nella legnaia, su proposta dell'alpinista irlandese John Ball. Nel primo decennio del Novecento San Martino di Castrozza si era già affermata come località turistica ed era luogo conosciuto dalla buona società dell'Impero austro-ungarico. In questi primi fiorenti anni di turismo, non mancarono i personaggi illustri, quali Sigmund Freud, il Re del Belgio e lo scrittore Arthur Schnitzler.
Data la vicinanza alla linea del fronte, stabilitosi sulle cime più orientali del gruppo del Lagorai, immediatamente nei giorni successivi alla dichiarazione di guerra da parte d'italia, l'intero abitato di San Martino, fino ad allora composto quasi esclusivamente da una manciata di alberghi, venne dato alle fiamme. Vi fu risparmiata in quell'episodio solamente la chiesa dedicata ai Santi Patroni Martino e Giuliano, rinnovata pochi anni prima del conflitto, nel 1912. 
Lo sviluppo della stazione dopo le devastazioni della prima guerra mondiale è stato rapidissimo, riportando in breve tempo la località a livelli simili a quelli pre-conflitto. Negli anni immediati dopo la grande guerra venne anche introdotta la stagione invernale, fino a quel momento non sfruttata turisticamente, anche grazie alla diffusione degli sport invernali quali lo sci. È del 1937 difatti la realizzazione del primo impianto di risalita della zona, la slittovia della Tognola, realizzata dall'imprenditore Otto Panzer, su di un versante tutt'oggi caratterizzato da piste da sci e impianti. La seconda guerra mondiale risparmiò in gran parte il paese dolomitico, i grandi alberghi presenti vennero requisiti dalle autorità tedesche durante l'occupazione dal 1943 per fungere da ospedali militari, principalmente per ufficiali.  Dopo la conclusione secondo conflitto mondiale, favorito anche dal miracolo economico,  a partire dagli anni '50-'60 il paese ha subito un'importante espansione oltre che ad un miglioramento delle strutture alberghiero-ricettive accompagnato da un vasto aumento delle aree sciabili che hanno reso San Martino di Castrozza una delle più conosciute località turistiche del nord Italia. Nel 1952 ha ospitato la terza edizione della 3-Tre, tra le più antiche competizioni mondiali di sci alpino, vinta dal francese François Baud. 

## Monumenti e luoghi d'interesse

### Architetture religiose
- Chiesa dei Santi Martino e Giuliano, parrocchiale

## Cultura

### Letteratura
A San Martino di Castrozza è ambientato il romanzo breve La signorina Else (Fräulein Else, 1924) dello scrittore austriaco Arthur Schnitzler. Al tempo della stesura del romanzo (1923), San Martino non faceva più parte dell'Impero austro-ungarico.

## Infrastrutture e trasporti

### Collegamenti stradali
- Da Venezia, via Treviso, Feltre e da qui a San Martino attraverso la valle del Cismon, attraversando Fonzaso e costeggiando il lago Schener fino a raggiungere il Primiero.
- Da Padova, via Cittadella, Bassano del Grappa, da qui entrando in Valsugana ed uscendovi in località Primolano (dopo una galleria di circa 3 km) che guida fino a Fonzaso.
- Dall'autostrada Modena - Brennero A22, uscita Egna-Ora, attraverso Predazzo, Bellamonte, Passo Rolle.